# La Alameda de Gardón
La Alameda de Gardón é um município raiano da Espanha na província de Salamanca, comunidade autónoma de Castela e Leão, de área 32,27 km² com população de 109 habitantes (2007) e densidade populacional de 4,26 hab/km².

## Demografia
| Variação demográfica do município entre 1991 e 2004 | Variação demográfica do município entre 1991 e 2004 | Variação demográfica do município entre 1991 e 2004 | Variação demográfica do município entre 1991 e 2004 |
| --------------------------------------------------- | --------------------------------------------------- | --------------------------------------------------- | --------------------------------------------------- |
| 1991                                                | 1996                                                | 2001                                                | 2004                                                |
| 163                                                 | 184                                                 | 143                                                 | 138                                                 |